# Jardín Botánico de la Universidad de Leicester

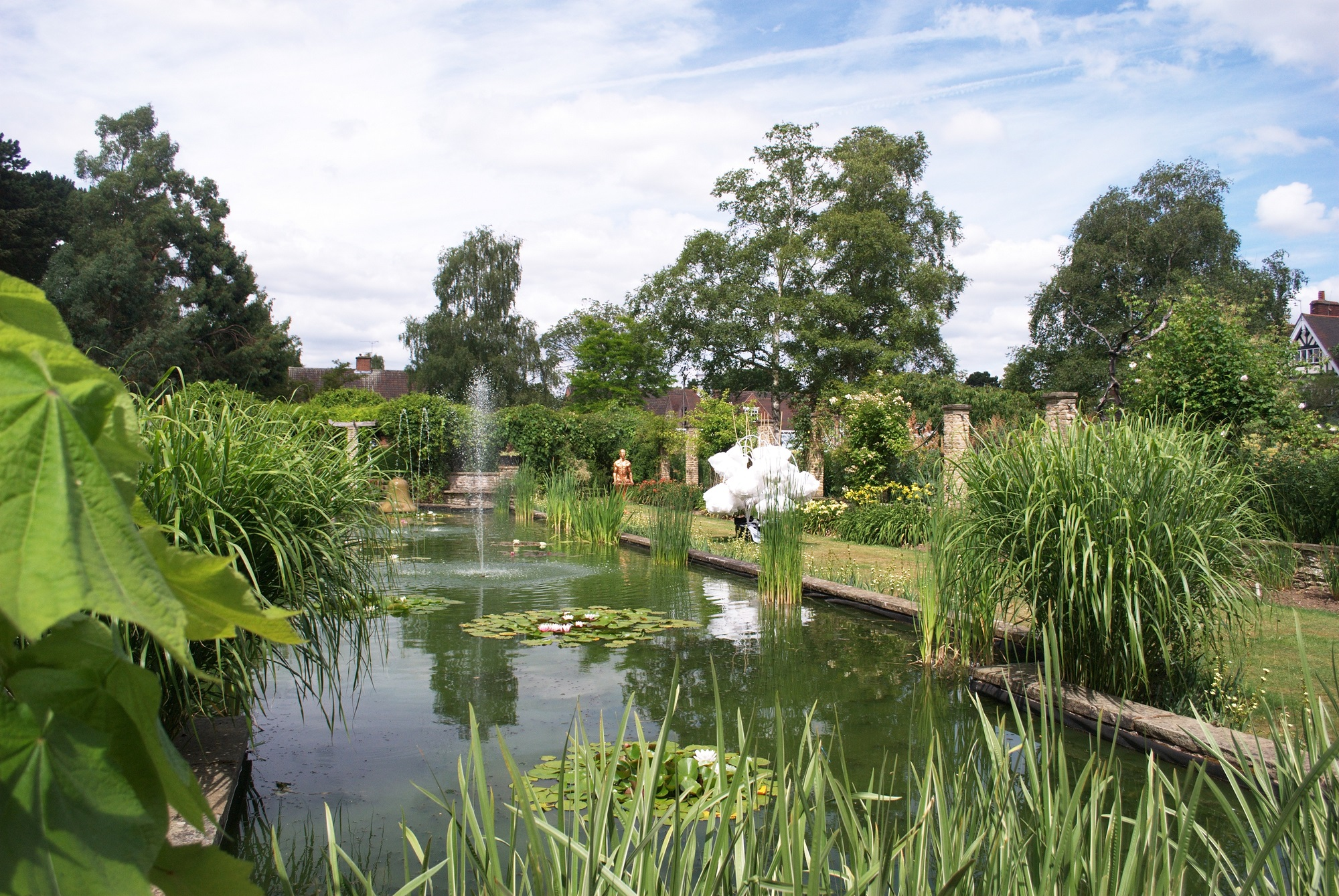
Charca en el jardín botánico, mostrando varias de las esculturas instaladas en la exhibición del verano del 2010.

El Jardín Botánico de la Universidad de Leicester en inglés : University of Leicester Botanic Garden es un jardín botánico de unos 65,000 m² (16 acres) y arboreto satélite de 5 acres de extensión, en Leicestershire, Inglaterra, que está administrado por el departamento de Biología de la Universidad de Leicester estando ubicado en la parte sur del campus de la universidad. Su código identificativo del herbario y como institución botánica a nivel internacional es LTR.

## Localización
University of Leicester Botanic Garden Beaumont Hall, Stoughton Drive South, Leicester, U.K. Leicester, United Kingdom-Reino Unido

## Historia
Estos jardines empezaron a cultivarse en 1921 gracias al iniciativa de la  « Leicester Literary & Philosophical Society » , el jardín botánico de la Universidad de Leicester fue establecido en 1947 en el lugar actual de "Oadby" y abarca los terrenos de cuatro casas: Beaumont, Southmeade, The Knoll y Hastings, que fueron construidas a principios del siglo XX y eran usadas como residencias de estudiantes.
Los una vez cuatro jardines independientes se han combinado en una sola entidad, cuyos 16 acres exhiben una serie de plantas de gran  interés. 
Se le ha añadido además como jardín satélite el « Attenborough Arboretum » que fue abierto el público por Sir David Attenborough el 23 de abril de 1997, con una extensión de 5 acres ubicado en el antiguo pueblo de Knighton, en terrenos de una antigua granja y que actualmente se encuentra absorbido en la ciudad de Leicester.

## Colecciones

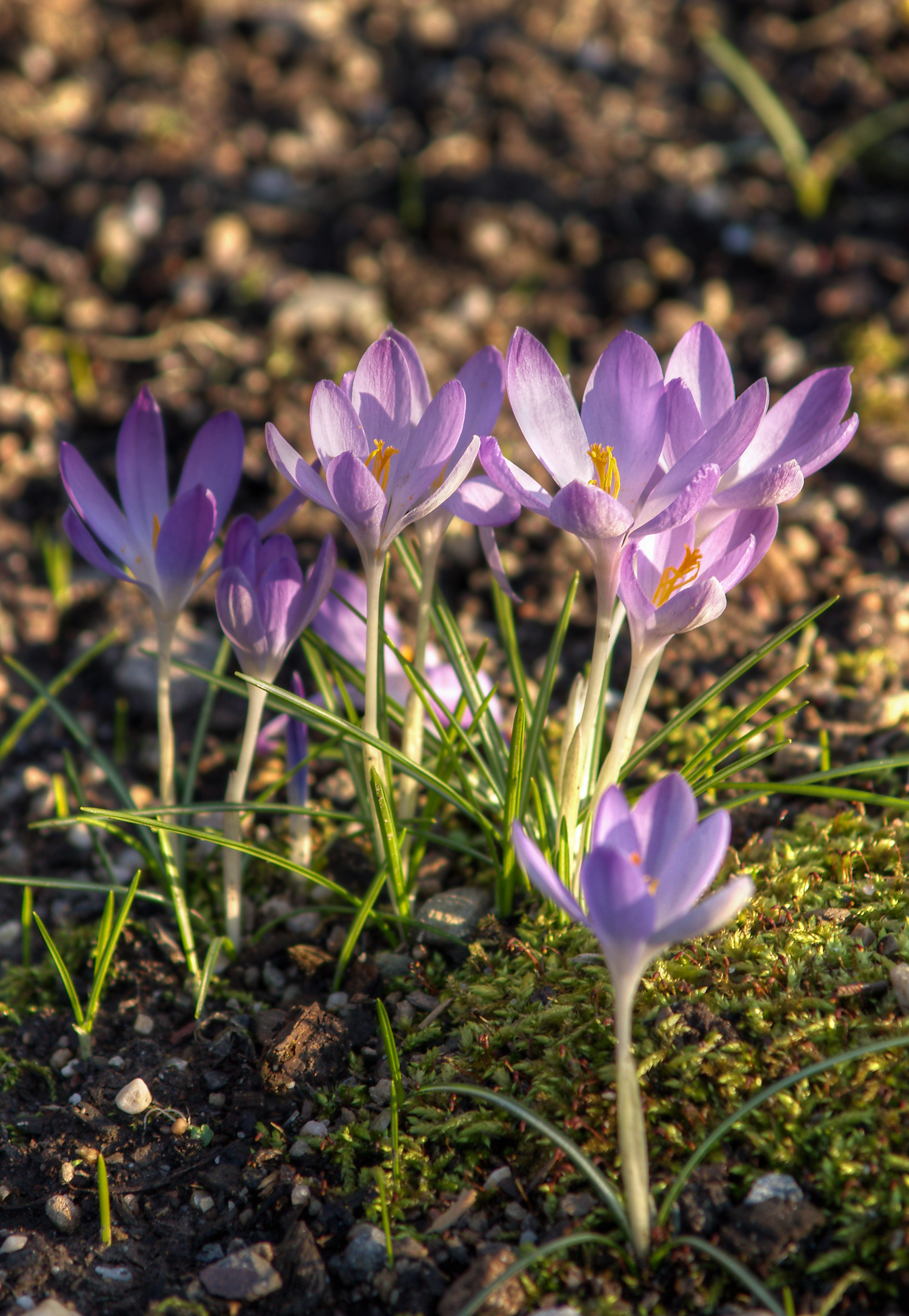
Crocus tommasinianus qu florecen con gran profusión en el Jardín Botánico de la Universidad de Leicester

Sus colecciones de plantas constan de los jardines al aire libre y las del interior de los invernaderos, alberga 3,000 taxones (1,000 géneros, 2,500 spp., 6,000 accesiones.
- Arboreto Attenborough, este arboreto satélite se encuentra separado del resto del jardín botánico, el sitio del arboreto ofrece posiblemente el único ejemplo de la supervivencia en la ciudad de un campo medieval del canto y surco, y también contiene dos grandes charcas, con un paseo a su alrededor. El esquema de enclave se diseña para exhibir los árboles nativos de las islas británicas en la secuencia en la cual fueron llegando a estas que seguía la conclusión de la pasada edad del hielo, hace aproximadamente 10 000 años. Importante para las escuelas y otros grupos que lo visitan, el arboreto incluye un aulario totalmente equipado, especialmente diseñado, con el acceso para las personas con discapacidad.
- Jardín de hierbas, con plantas culinarias y medicinales, lavandas enanas, Nepeta, Thymus
- Jardín hundido, con parterres de plantas florales.
- Arbolado con Acer palmatum, Acer shirasawanum a cuyos pies florecen en gran profusión Crocus tommasinianus y fronteras herbáceas, se exhiben 30 familias de plantas representando un gran número de plantas nativas de las islas británicas.
- Rocalla, con una colección de plantas de la Sierra Nevada de California, así como otros representantes de la flora de América, Europa y Asia].
- Jardín de plantas acuáticas, donde la charca está rodeada por pérgolas con plantas trepadoras y rosas
- Las colecciones nacionales de Skimmia, Aubrieta, fucsia y Ciprés de Lawson,
- Complejo de invernaderos que exhiben las plantas de climas templados y tropicales, las alpinas ( con una colección de plantas endémicas de las islas Baleares) y las suculentas
- Herbario, con 120 000 especímenes de la flora de Europa, y Cuenca Mediterránea

## Actividades
Las actividades investigadoras de la universidad de Leicester en el campo de la botánica ( actualmente biología), se vienen efectuando desde 1921, cuando fue fundado el precursor de la universidad actual (« the Leicester, Leicestershire & Rutland College »). El uso del jardín para los propósitos de la investigación, empezó sobre todo a partir de 1947 en que fue transferido de su sitio anterior del camino de la universidad al actual en Oadby.